# Albert Blees
Albert Blees (25 augustus 1962 – 27 oktober 2024) was een Nederlandse schaker. In 1987 werd hem door de FIDE de titel Internationaal Meester (IM) toegekend.

## Schaakcarrière
Blees brak in 1987 door als schaker toen hij bij een schaaktoernooi in Tel Aviv op de eerste plaats eindigde.
Blees deed tweemaal mee met het Nederlands kampioenschap schaken. Bij het Nederlands kampioenschap Schaken 1989 leek hij op de winst af te stevenen toen hij op 6 punten stond na acht partijen. Hij verloor echter in de drie laatste ronde waardoor hij toch slechts op de vierde plek uitkwam. Een jaar later eindigde hij met slechts 2½ punt onderaan.
In 1996 werd hij eerste in het Frigem toernooi te Leeuwarden en in hetzelfde jaar won hij het toernooi Gent open in België.
In mei 1997 behaalde hij een grootmeesternorm op de Capablanca Memorial met 9,5 uit 13. Later die maand speelde hij met Panfox/De Variant Breda in de kampioenschapwedstrijd tegen HSG. Blees verloor zijn partij tegen Rudy Douven, maar zag zijn team desondanks met 5½ tegen 4½ het kampioenschap opeisen.
In 2016 schreef Blees het Persoonlijk Kampioenschap van de Schaakbond Groot-Amsterdam op zijn naam en won daarmee de Wil Haggenburg-trofee.
In 2023 won Blees samen met Li Riemersma het Science Park Schaaktoernooi. Dit was Blees' laatste toernooioverwinning.
In de zomer van 2024 verhuisde Blees naar Zaandam om dichter bij zijn familie te wonen. Hij ging toen spelen voor Schaakclub Magnus in Schagen. Voor die club zou hij slechts kortstondig uitkomen. Blees overleed in de nacht van 26 op 27 oktober 2024. Zijn laatste partij speelde hij in de KNSB-competitie tegen Hans Ree in de competitiewedstrijd tegen zijn oude club Caïssa.